# Krzesło Zig-Zag
Krzesło Zig-Zag – krzesło projektu Gerrita Rietvelda (1888–1964) z 1934 roku.
Jeden z najlepszych przykładów minimalizmu w sztuce użytkowej.

## Historia
Krzesło jest dziełem holenderskiego architekta i projektanta Gerrita Rietvelda (1888–1964) – członka ruchu De Stijl , skupiającego artystów abstrakcyjnych reprezentujących neoplastycyzm – nowy kierunek w sztuce, stworzony w latach 20. XX wieku przez Pieta Mondriana (1872–1944), charakteryzujący się użyciem linii pionowych i poziomych, które nachodząc na siebie, dzieliły płaszczyzny na kwadraty i prostokąty, oraz stosowaniem trzech barw podstawowych (żółtej, niebieskiej i czerwonej) i trzech tzw. nie-kolorów (czerni, bieli i szarości) .
Krzesło zostało ostatecznie zaprojektowane w 1934 roku. Rietveld zamierzał stworzyć krzesło z jednego kawałka materiału, które zajmowałoby jak najmniej przestrzeni. W początkowym założeniu mebel miał być wykonany z elementów stalowych. Pierwszy prototyp został zbudowany w 1932 roku z jednej płyty z włókna umieszczonej na stalowej ramie, lecz okazało się, że był niestabilny , a płyta była zbyt słaba na zgięciach i zaczęła szybko pękać. Drugi prototyp miał płytę drewnianą, a ostateczny w całości wykonany był z drewna.

## Opis
Krzesło (78 × 39 × 45 cm) to konstrukcja ze sklejonych ze sobą i połączonych na jaskółczy ogon czterech płyt z masywnego drewna, tworząca charakterystyczny kształt zygzaku. Siedzisko umieszczone jest wysoko i mebel nie ma podłokietników. Oryginalne krzesło ważyło 7 kg .
Krzesło jest jednym z najlepszych przykładów minimalizmu w sztuce użytkowej. Oryginalne egzemplarze znajdują się w Museum of Modern Art , Centraal Museum  i w Vitra Design Museum .